# Christian Amoroso
Christian Amoroso (Cascina, 26 settembre 1976) è un allenatore di calcio ed ex calciatore italiano, di ruolo centrocampista.

## Caratteristiche tecniche

### Allenatore
Le squadre di Amoroso sono solitamente disposte con un 4-2-3-1 o un 4-3-3.

## Carriera

### Giocatore
Inizia a giocare a calcio nelle giovanili della Fiorentina.  Nel 1996 si trasferisce in prestito all'Empoli, in Serie B. Esordisce in Serie B l'8 settembre 1996 in Padova-Empoli (1-0), subentrando al 67' al posto di Giovanni Martusciello. Termina la stagione – conclusa con la promozione degli azzurri in massima serie – con 33 presenze e 2 reti. Terminato il prestito, rientra a Firenze. Esordisce in Serie A – e con la maglia viola – il 31 agosto 1997 in Udinese-Fiorentina (2-3), subentrando al 92' al posto di Luís Oliveira. Il 22 settembre 1999 mette a segno un goal al Camp Nou in Barcellona-Fiorentina (4-2), nella seconda giornata della fase a gironi di UEFA Champions League. Nel 2001 vince la Coppa Italia con i viola.
Nel 2002 si trasferisce a parametro zero al Bologna, in Serie A, dopo il fallimento della società toscana, firmando un accordo triennale. Esordisce con i felsinei il 22 settembre 2002 in Atalanta-Bologna (2-2), subentrando al 66' al posto di Renato Olive. L'11 agosto 2009 firma un contratto annuale con l'Ascoli, in Serie B. Il 18 agosto 2010 viene tesserato dal Pisa, squadra della sua città natale, in Lega Pro Prima Divisione. Il 4 agosto 2011 annuncia il suo ritiro dal calcio giocato.

### Allenatore
Inizia la carriera da tecnico nel 2012 alla guida degli Allievi Nazionali del Pisa. Nel 2014 viene nominato tecnico della formazione Berretti. Il 25 marzo 2015 subentra alla guida della prima squadra, in Lega Pro, in sostituzione del dimissionario Giuseppe Pillon. L'8 giugno 2015 viene sostituito da Giancarlo Favarin.
Il 12 gennaio 2016 sostituisce Rossano Alberti sulla panchina del Ponsacco, in Serie D. Termina la stagione al decimo posto. Il 25 ottobre 2016 viene nominato tecnico del Ghivizzano. L'11 aprile 2017 viene esonerato. Il 13 giugno 2017 sostituisce Andrea Dagnino alla guida del Sestri Levante. Il 16 ottobre viene sollevato dall'incarico.
Il 21 luglio 2019 viene ingaggiato dal Real Forte Querceta, in Serie D. Termina la stagione – conclusa a febbraio a causa dell'emergenza epidemiologica da COVID-19 – al sesto posto in classifica. Il 30 giugno 2020 rinnova il contratto con la società versiliese fino al 2021. Al termine della stagione successiva, il 13 giugno 2021, viene sollevato dall'incarico.
Il 13 dicembre 2022 sostituisce Walter Vangioni sulla panchina del Seravezza, in Serie D. Il 13 maggio 2024 la società comunica che il rapporto di collaborazione con il tecnico avrà termine alla naturale scadenza del contratto, ovvero il 30 giugno successivo.
Dal novembre 2024 al marzo 2025 ha allenato il Viareggio, in Eccellenza Toscana.

## Statistiche

### Presenze e reti nei club
| Stagione          | Squadra           | Campionato        | Campionato | Campionato | Coppa nazionali | Coppa nazionali | Coppa nazionali | Coppe continentali | Coppe continentali | Coppe continentali | Altre coppe | Altre coppe | Altre coppe | Totale | Totale |
| Stagione          | Squadra           | Comp              | Pres       | Reti       | Comp            | Pres            | Reti            | Comp               | Pres               | Reti               | Comp        | Pres        | Reti        | Pres   | Reti   |
| ----------------- | ----------------- | ----------------- | ---------- | ---------- | --------------- | --------------- | --------------- | ------------------ | ------------------ | ------------------ | ----------- | ----------- | ----------- | ------ | ------ |
| 1996-1997         | Empoli            | B                 | 33         | 2          | CI              | 3               | 0               | -                  | -                  | -                  | -           | -           | -           | 36     | 2      |
| 1997-1998         | Fiorentina        | A                 | 15         | 0          | CI              | 2               | 0               | -                  | -                  | -                  | -           | -           | -           | 17     | 0      |
| 1998-1999         | Fiorentina        | A                 | 28         | 0          | CI              | 6               | 0               | CU                 | 4                  | 0                  | -           | -           | -           | 38     | 0      |
| 1999-2000         | Fiorentina        | A                 | 23         | 0          | CI              | 4               | 0               | UCL                | 8                  | 1                  | -           | -           | -           | 35     | 1      |
| 2000-2001         | Fiorentina        | A                 | 26         | 1          | CI              | 2               | 0               | CU                 | 1                  | 0                  | -           | -           | -           | 29     | 1      |
| 2001-2002         | Fiorentina        | A                 | 28         | 1          | CI              | 1               | 0               | CU                 | 6                  | 0                  | SI          | 0           | 0           | 35     | 1      |
| Totale Fiorentina | Totale Fiorentina | Totale Fiorentina | 120        | 2          |                 | 15              | 0               |                    | 19                 | 1                  |             | 0           | 0           | 154    | 3      |
| 2002-2003         | Bologna           | A                 | 30         | 1          | CI              | 2               | 0               | Int.               | -                  | -                  | -           | -           | -           | 32     | 1      |
| 2003-2004         | Bologna           | A                 | 12         | 1          | CI              | 3               | 0               | -                  | -                  | -                  | -           | -           | -           | 15     | 1      |
| 2004-2005         | Bologna           | A                 | 23+1       | 2          | CI              | 3               | 0               | -                  | -                  | -                  | -           | -           | -           | 27     | 2      |
| 2005-2006         | Bologna           | B                 | 35         | 1          | CI              | 2               | 0               | -                  | -                  | -                  | -           | -           | -           | 37     | 1      |
| 2006-2007         | Bologna           | B                 | 39         | 1          | CI              | 3               | 0               | -                  | -                  | -                  | -           | -           | -           | 42     | 1      |
| 2007-2008         | Bologna           | B                 | 34         | 0          | CI              | 2               | 0               | -                  | -                  | -                  | -           | -           | -           | 36     | 0      |
| 2008-2009         | Bologna           | A                 | 24         | 0          | CI              | 1               | 0               | -                  | -                  | -                  | -           | -           | -           | 25     | 0      |
| Totale Bologna    | Totale Bologna    | Totale Bologna    | 197+1      | 6          |                 | 16              | 0               |                    | -                  | -                  |             | -           | -           | 214    | 6      |
| 2009-2010         | Ascoli            | B                 | 32         | 2          | CI              | 1               | 0               | -                  | -                  | -                  | -           | -           | -           | 33     | 2      |
| 2010-2011         | Pisa              | 1D                | 9          | 0          | CI-LP           | 4               | 0               | -                  | -                  | -                  | -           | -           | -           | 13     | 0      |
| Totale carriera   | Totale carriera   | Totale carriera   | 392        | 12         |                 | 39              | 0               |                    | 19                 | 1                  |             | 0           | 0           | 450    | 13     |

### Cronologia presenze e reti in nazionale
| Cronologia completa delle presenze e delle reti in nazionale ― Italia under 21 | Cronologia completa delle presenze e delle reti in nazionale ― Italia under 21 | Cronologia completa delle presenze e delle reti in nazionale ― Italia under 21 | Cronologia completa delle presenze e delle reti in nazionale ― Italia under 21 | Cronologia completa delle presenze e delle reti in nazionale ― Italia under 21 | Cronologia completa delle presenze e delle reti in nazionale ― Italia under 21 | Cronologia completa delle presenze e delle reti in nazionale ― Italia under 21 | Cronologia completa delle presenze e delle reti in nazionale ― Italia under 21 |
| Data                                                                           | Città                                                                          | In casa                                                                        | Risultato                                                                      | Ospiti                                                                         | Competizione                                                                   | Reti                                                                           | Note                                                                           |
| ------------------------------------------------------------------------------ | ------------------------------------------------------------------------------ | ------------------------------------------------------------------------------ | ------------------------------------------------------------------------------ | ------------------------------------------------------------------------------ | ------------------------------------------------------------------------------ | ------------------------------------------------------------------------------ | ------------------------------------------------------------------------------ |
| 10-10-1997                                                                     | Rieti                                                                          | Italia under 21                                                                | 0 – 1                                                                          | Inghilterra under 21                                                           | Qual. Europeo Under-21 1998                                                    | -                                                                              | 65’                                                                            |
| Totale                                                                         |                                                                                | Presenze                                                                       | 1                                                                              |                                                                                | Reti                                                                           | 0                                                                              |                                                                                |

### Statistiche da allenatore
Statistiche aggiornate al 1º dicembre 2024.
| Stagione                   | Squadra                    | Campionato                 | Campionato | Campionato | Campionato | Campionato | Coppe nazionali | Coppe nazionali | Coppe nazionali | Coppe nazionali | Coppe nazionali | Coppe continentali | Coppe continentali | Coppe continentali | Coppe continentali | Coppe continentali | Altre coppe | Altre coppe | Altre coppe | Altre coppe | Altre coppe | Totale | Totale | Totale | Totale | % Vittorie | Piazzamento           |
| Stagione                   | Squadra                    | Comp                       | G          | V          | N          | P          | Comp            | G               | V               | N               | P               | Comp               | G                  | V                  | N                  | P                  | Comp        | G           | V           | N           | P           | G      | V      | N      | P      | %          | Piazzamento           |
| -------------------------- | -------------------------- | -------------------------- | ---------- | ---------- | ---------- | ---------- | --------------- | --------------- | --------------- | --------------- | --------------- | ------------------ | ------------------ | ------------------ | ------------------ | ------------------ | ----------- | ----------- | ----------- | ----------- | ----------- | ------ | ------ | ------ | ------ | ---------- | --------------------- |
| mar.-giu. 2015             | Pisa                       | LP                         | 8          | 3          | 3          | 2          | CI+CI-LP        | -               | -               | -               | -               | -                  | -                  | -                  | -                  | -                  | -           | -           | -           | -           | -           | 8      | 3      | 3      | 2      | 37,50      | subentrato, 5º        |
| gen.-giu. 2016             | Ponsacco                   | D                          | 15         | 5          | 5          | 5          | CI-D            | -               | -               | -               | -               | -                  | -                  | -                  | -                  | -                  | -           | -           | -           | -           | -           | 15     | 5      | 5      | 5      | 33,33      | subentrato, 10º       |
| 2016-apr. 2017             | Ghivizzano                 | D                          | 22         | 6          | 7          | 9          | CI-D            | 1               | 0               | 1               | 0               | -                  | -                  | -                  | -                  | -                  | -           | -           | -           | -           | -           | 23     | 6      | 8      | 9      | 26,09      | subentrato, esonerato |
| ago.-ott. 2017             | Sestri Levante             | D                          | 7          | 1          | 3          | 3          | CI-D            | 3               | 3               | 0               | 0               | -                  | -                  | -                  | -                  | -                  | -           | -           | -           | -           | -           | 10     | 4      | 3      | 3      | 40,00      | esonerato             |
| 2019-2020                  | Real Forte Querceta        | D                          | 25         | 9          | 9          | 7          | CI-D            | 1               | 0               | 0               | 1               | -                  | -                  | -                  | -                  | -                  | -           | -           | -           | -           | -           | 26     | 9      | 9      | 8      | 34,62      | 6º                    |
| 2020-2021                  | Real Forte Querceta        | D                          | 32         | 11         | 10         | 11         | -               | -               | -               | -               | -               | -                  | -                  | -                  | -                  | -                  | -           | -           | -           | -           | -           | 32     | 11     | 10     | 11     | 34,38      | esonerato             |
| Totale Real Forte Querceta | Totale Real Forte Querceta | Totale Real Forte Querceta | 57         | 20         | 19         | 18         |                 | 1               | 0               | 0               | 1               |                    | -                  | -                  | -                  | -                  |             | -           | -           | -           | -           | 58     | 20     | 19     | 19     | 34,48      |                       |
| dic. 2022-2023             | Seravezza                  | D                          | 19         | 8          | 6          | 5          | CI-D            | -               | -               | -               | -               | -                  | -                  | -                  | -                  | -                  | -           | -           | -           | -           | -           | 19     | 8      | 6      | 5      | 42,11      | subentrato, 7º        |
| 2023-2024                  | Seravezza                  | D                          | 34         | 17         | 6          | 11         | CI-D            | 1               | 0               | 0               | 1               | -                  | -                  | -                  | -                  | -                  | -           | -           | -           | -           | -           | 35     | 17     | 6      | 12     | 48,57      | 6º                    |
| Totale Seravezza           | Totale Seravezza           | Totale Seravezza           | 53         | 25         | 12         | 16         |                 | 1               | 0               | 0               | 1               |                    | -                  | -                  | -                  | -                  |             | -           | -           | -           | -           | 54     | 25     | 12     | 17     | 46,30      |                       |
| nov. 2024-2025             | Viareggio                  | Ecc.                       | 4          | 3          | 1          | 0          | CI-Dil          | 1               | 0               | 0               | 1               | -                  | -                  | -                  | -                  | -                  | -           | -           | -           | -           | -           | 5      | 3      | 1      | 1      | 60,00      | subentrato, in corso  |
| Totale carriera            | Totale carriera            | Totale carriera            | 166        | 63         | 50         | 53         |                 | 7               | 3               | 1               | 3               |                    | -                  | -                  | -                  | -                  |             | -           | -           | -           | -           | 173    | 66     | 51     | 56     | 38,15      |                       |

## Palmarès

### Club

#### Competizioni giovanili
- Coppa Italia Primavera: 1

Fiorentina: 1995-1996

#### Competizioni nazionali
- Coppa Italia: 1

Fiorentina: 2000-2001